# Melbourne Cup

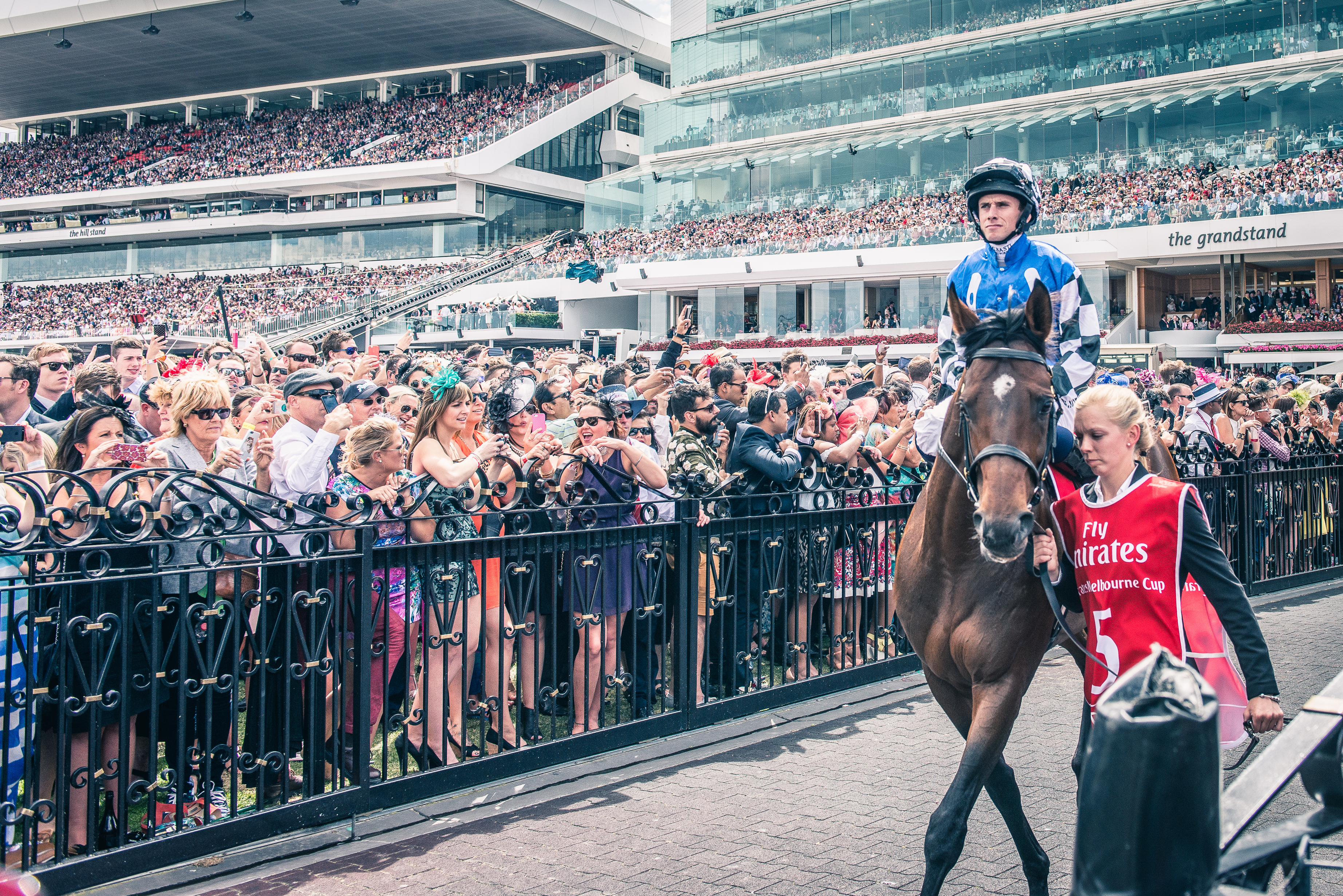
Zuschauerkulisse 2014 mit dem Sieger Protectionist (rechts)

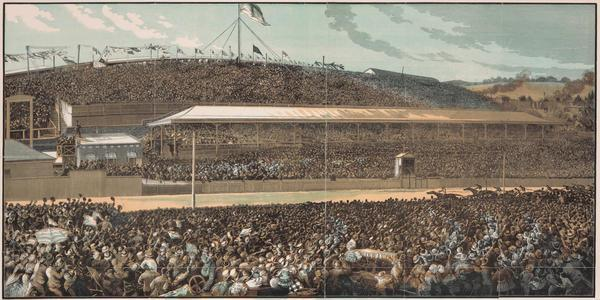
Bild der Ziellinie des Melbourne Cup 1881

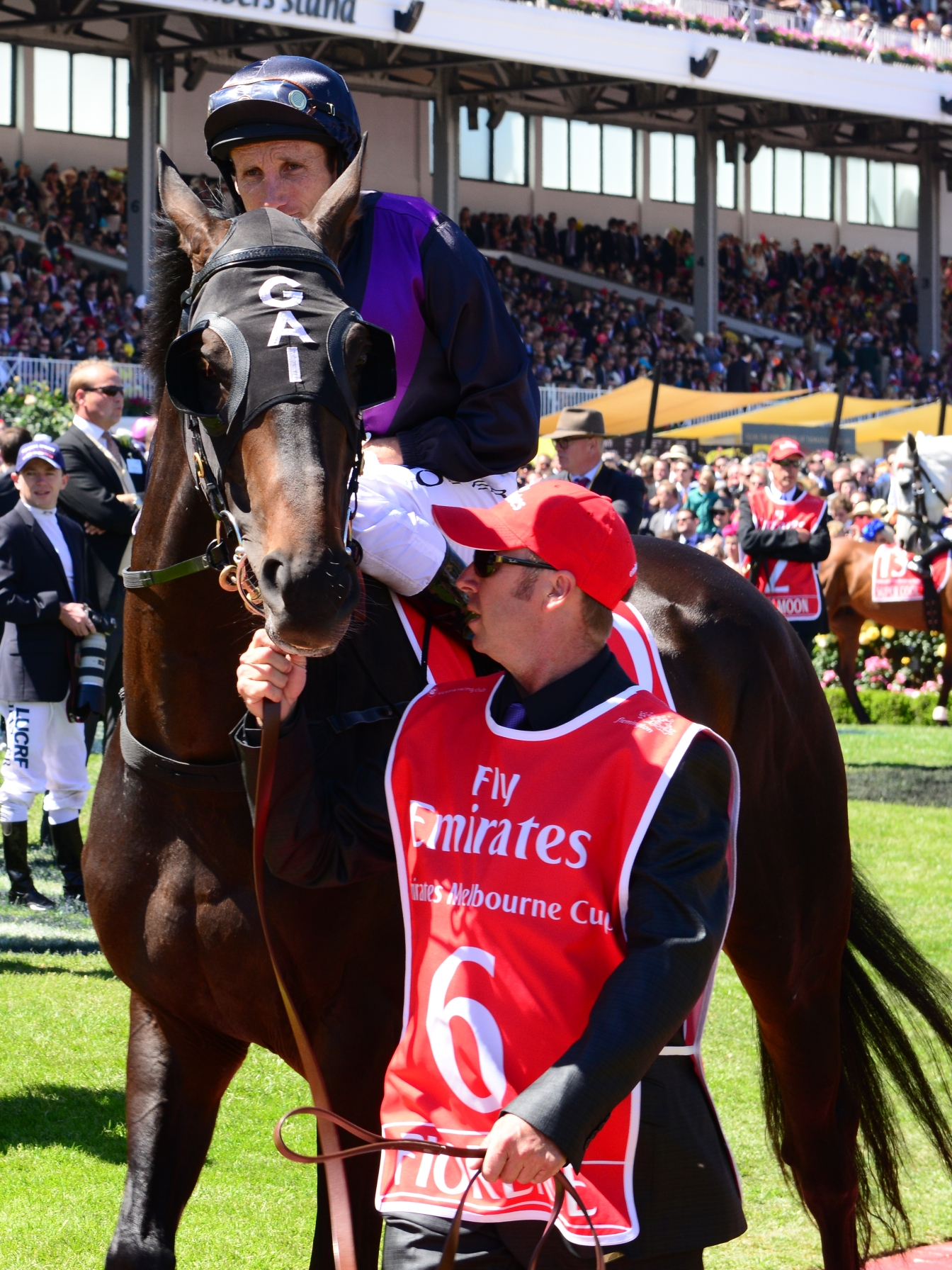
Fiorente und Damien Oliver, Sieger des Melbourne Cup 2013, vor dem Start des Rennens

Der Melbourne Cup ist nach „The Everest“ ($ AUD 14 Mio.) das höchstdotierte Pferderennen in Australien und Ozeanien und gleichzeitig das höchstdotierte Langstreckenrennen der Welt. Das Gesamtpreisgeld des Melbourne Cups beträgt etwa 8 Mio. A$, von denen gut die Hälfte an den Sieger geht. Das ist deutlich mehr als beim Kentucky Derby, aber weniger als beim Dubai World Cup, welcher über eine kürzere Distanz gelaufenen wird.
„The race that stops a nation“ findet jedes Jahr während des australischen Frühlings am ersten Dienstag im November auf dem Flemington Racecourse im Norden von Melbourne vor über 100.000 Zuschauern statt. Vollblüter ab 3 Jahren laufen die ungewöhnlich lange 3,2 km Flachstrecke der Gruppe-1-Prüfung auf Turf.
Der Melbourne Cup ist ein Gruppe I-Rennen für 3-jährige und ältere Pferde. Er wird seit 1861 als Handicaprennen, d. h. mit Gewichtszulage, über eine Strecke von zwei Meilen auf dem Flemington Racecourse in Victoria ausgetragen. 1972 wurde die Distanz wegen der Einführung des Dezimalsystems in Australien auf 3.200 Meter leicht gekürzt. Ab 1877 wurde der Tag im Umland von Melbourne zum gesetzlichen Feiertag erklärt. Heutzutage ist das Rennen Teil des gut einen Monat dauernden Spring Racing Carnival. Am Donnerstag nach dem Melbourne Cup Day gibt es ein weiteres großes Rennen, das Crown Oaks. Für diesen Tag sind auch die Bezeichnungen Oaks Day und Ladies Day geläufig.
Den Streckenrekord stellte 1990 Kingston Rule mit einer Zeit von 3 Minuten und 16 Sekunden auf. Die Jahre 2003 bis 2005 sahen mit Makybe Diva zum ersten Mal einen Dreifachsieger. Zuvor hatten vier Pferde bereits zweimal gesiegt. 2014 siegte mit dem von Andreas Wöhler trainierten Protectionist zum ersten Mal ein deutsches Pferd. 2015 siegte mit Michelle Payne zum ersten Mal eine Frau bei dem Rennen.
Im Rahmen des Melbourne Cups werden in Australien im Freundeskreis bzw. im Kreis der Arbeitskollegen regelmäßig Calcutta sweepstakes veranstaltet, wobei diese Wettart speziell im Zusammenhang mit diesem Rennen überaus populär ist.

## Sieger
| Jahr | Sieger             | Alter Geschlecht | Jockey                | Trainer                        | Besitzer                                           | Zeit     | Teilnehmer |
| ---- | ------------------ | ---------------- | --------------------- | ------------------------------ | -------------------------------------------------- | -------- | ---------- |
| 2024 | Knight´s Choice    | 5                | Robbie Dolan          | John Symons & Sheila Laxon     | Cameron Bain                                       | 03:19.53 | 23         |
| 2023 | Without A Fight    | 7                | Mark Zahra            | Anthony & Sam Freedman         | Sheikh Mohammed Obaid al Maktoum                   |          |            |
| 2022 | Gold Trip          | 6                | Mark Zahra            | Ciaron Maher & David Eustace   | Australian Bloodstock et al.                       | 3:24.04  | 22         |
| 2021 | Verry Elleegant    | 6                | James H. Mcdonald     | Chris Waller                   | Jomara Bloodstock Ltd (Mgr: M. Carter) et al.      | 3:17.43  | 23         |
| 2020 | Twilight Payment   | 7                | Jye Mcneil            | Joseph Patrick O’Brien         | N. C. Williams, Mr & Mrs L. J. Williams, A. L. Gre | 3:17.34  | 23         |
| 2019 | Vow And Declare    | 4 g              | Craig Williams        | Danny O’Brien                  | Geoff Corrigan et al.                              | 3:24.76  | 24         |
| 2018 | Cross Counter      | 4 g              | Kerrin McEvoy         | Charlie Appleby                | Godolphin                                          | 3:21.17  | 24         |
| 2017 | Rekindling         | 4 h              | Corey Brown           | Joseph O’Brien                 | Lloyd J. Williams et al.                           | 3:21.29  | 23         |
| 2016 | Almandin           | 7 g              | Kerrin McEvoy         | Robert Hickmott                | Lloyd J. Williams et al.                           | 3:20.58  | 24         |
| 2015 | Prince of Penzance | 6 g              | Michelle Payne        | Darren Weir                    | A McGregor et al.                                  | 3:23.15  | 24         |
| 2014 | Protectionist      | 5 h              | Ryan Moore            | Andreas Wöhler                 | Christoph Berglar, Australian Bloodstock           | 3:17.71  | 22         |
| 2013 | Fiorente           | 6 h              | Damien Oliver         | Gai Waterhouse                 | Andrew Roberts et al.                              | 3:20.30  | 24         |
| 2012 | Green Moon         | 6 h              | Brett Prebble         | Robert Hickmott                | Lloyd Williams                                     | 3:20.45  | 24         |
| 2011 | Dunaden            | 6 h              | Christophe Lemaire    | Mikel Delzangles               | Pearl Bloodstock Pty (Mgr. R Levitt)               | 3:20.84  | 23         |
| 2010 | Americain          | 6 h              | Gérald Mossé          | Alain de Royer-Dupre           | Gerry Ryan, K. C Bamford                           | 3:26.87  | 23         |
| 2009 | Shocking           | 4 h              | Corey Brown           | Mark Kavanagh                  | Eales Racing Pty Ltd                               | 3:23.87  | 23         |
| 2008 | Viewed             | 5 h              | Blake Shinn           | Bart Cummings                  | Tan Chin Nam et al.                                | 3:20.40  | 22         |
| 2007 | Efficient          | 4 g              | Michael Rodd          | Graeme Rogerson                | Lloyd J. Williams et al.                           | 3:23.34  | 21         |
| 2006 | Delta Blues        | 6 h              | Yasunari Iwata        | Katsuhiko Sumii                | Sunday Racing Co Ltd                               | 3:21.47  | 23         |
| 2005 | Makybe Diva        | 7 m              | Glen Boss             | Lee Freedman                   | Emily Krstina Syndicate                            | 3:19.17  | 24         |
| 2004 | Makybe Diva        | 6 m              | Glen Boss             | Lee Freedman                   | Emily Krstina Syndicate                            | 3:28.55  | 24         |
| 2003 | Makybe Diva        | 5 m              | Glen Boss             | David Hall                     | Emily Krstina Syndicate                            | 3:19.90  | 23         |
| 2002 | Media Puzzle       | 6 g              | Damien Oliver         | Dermot K. Weld                 | Michael W. Smurfit et al.                          | 3:16.97  | 23         |
| 2001 | Ethereal           | 4 m              | Scott Seamer          | Sheila Laxon                   | P. J. & P. M. Vela                                 | 3:21.08  | 22         |
| 2000 | Brew               | 6 g              | Kerrin McEvoy         | Mike Moroney                   | Gurner’s Bloodstock Co.                            | 3:18.68  | 22         |
| 1999 | Rogan Josh         | 7 g              | John Marshall         | Bart Cummings                  | Mrs W. L. Green et al.                             | 3:19.64  | 24         |
| 1998 | Jezabeel           | 6 m              | Chris Munce           | Brian Jenkins                  | A. K. Burr et al.                                  | 3:18.59  | 24         |
| 1997 | Might and Power    | 4 h              | Jim Cassidy           | Jack Denham                    | Mr N. Moraitis                                     | 3:18.33  | 22         |
| 1996 | Saintly            | 4 g              | Darren Beadman        | Bart Cummings                  | Dato Tan Chin Nam et al.                           | 3:18.80  | 22         |
| 1995 | Doriemus           | 5 g              | Damien Oliver         | Lee Freedman                   | Pacers Australia Syndicate                         | 3:27.60  | 21         |
| 1994 | Jeune              | 6 h              | Wayne Harris          | David A. Hayes                 | Shadwell Racing                                    | 3:19.80  | 24         |
| 1993 | Vintage Crop       | 7 g              | Michael Kinane        | Dermot K. Weld                 | Michael W. Smurfit                                 | 3:23.40  | 24         |
| 1992 | Subzero            | 4 h              | Greg Hall             | Lee Freedman                   | D H K Investments                                  | 3:24.70  | 21         |
| 1991 | Let’s Elope        | 4 m              | Steven King           | Bart Cummings                  | Shoreham Park Syndicate                            | 3:18.90  | 24         |
| 1990 | Kingston Rule      | 5 h              | Darren Beadman        | Bart Cummings                  | Mr & Mrs D. H. Hains                               | 3:16.30  | 24         |
| 1989 | Tawrrific          | 5 h              | Shane Dye             | Lee Freedman                   | B. F. Avery et al.                                 | 3:17.10  | 23         |
| 1988 | Empire Rose        | 6 m              | Tony Allan            | Laurie Laxon                   | Mr & Mrs F. R. Bodle                               | 3:18.90  | 22         |
| 1987 | Kensei             | 5 g              | Larry Olsen           | Les J. Bridge                  | K. M. Mitchell et al.                              | 3:22.00  | 21         |
| 1986 | At Talaq           | 6 h              | Michael Clarke        | Colin S. Hayes                 | Shadwell Racing                                    | 3:21.70  | 22         |
| 1985 | What A Nuisance    | 7 g              | Pat Hyland            | John F. Meagher                | Lloyd & Suzy Williams                              | 3:23.00  | 23         |
| 1984 | Black Knight       | 5 g              | Peter Cook            | George Hanlon                  | Robert Holmes à Court                              | 3:18.90  | 19         |
| 1983 | Kiwi               | 6 g              | Jim Cassidy           | Ewen S. Lupton                 | Mr & Mrs E. S. Lupton                              | 3:18.90  | 24         |
| 1982 | Gurner’s Lane      | 4 g              | Mick Dittman          | Geoff T. Murphy                | Williams St. Syndicate No 2                        | 3:21.20  | 23         |
| 1981 | Just A Dash        | 4 g              | Peter Cook            | Tommy J. Smith                 | Lloyd J. Williams et al.                           | 3:21.20  | 22         |
| 1980 | Beldale Ball       | 5 h              | John Letts            | Colin S. Hayes                 | Swettenham Stud Syndicate                          | 3:19.80  | 22         |
| 1979 | Hyperno            | 6 g              | Harry White           | Bart Cummings                  | Mr & Mrs T. L. North et al.                        | 3:21.80  | 22         |
| 1978 | Arwon              | 5 g              | Harry White           | George Hanlon                  | Doon Bros Syndicate et al.                         | 3:24.30  | 22         |
| 1977 | Gold and Black     | 5 g              | John Duggan           | Bart Cummings                  | Mr & Mrs J. Harris et al.                          | 3:18.40  | 24         |
| 1976 | Van der Hum        | 5 g              | Robert J. Skelton     | Len H. Robinson                | L. H. & R. A. Robinson et al.                      | 3:34.10  | 23         |
| 1975 | Think Big          | 5 g              | Harry White           | Bart Cummings                  | Tan Chin Nam et al.                                | 3:29.60  | 20         |
| 1974 | Think Big          | 4 g              | Harry White           | Bart Cummings                  | Tan Chin Nam et al.                                | 3:23.10  | 22         |
| 1973 | Gala Supreme       | 4 g              | Frank Reys            | Ray J. Hutchins                | J. P. Curtain                                      | 3:19.50  | 24         |
| 1972 | Piping Lane        | 6 g              | John Letts            | George Hanlon                  | R. W. Trinder                                      | 3:19.30  | 22         |
| 1971 | Silver Knight      | 4 h              | R. Bruce Marsh        | Eric Temperton                 | Sir W. Norwood                                     | 3:19.50  | 21         |
| 1970 | Baghdad Note       | 5 g              | Midge Didham          | Robert Heasley                 | E. C. S. Falconer                                  | 3:19.70  | 23         |
| 1969 | Rain Lover         | 5 h              | Jim Johnson           | Mick L. Robins                 | Clifford A Reid                                    | 3:21.50  | 23         |
| 1968 | Rain Lover         | 4 h              | Jim Johnson           | Mick L. Robins                 | Clifford A. Reid                                   | 3:19.10  | 26         |
| 1967 | Red Handed         | 5 g              | Roy Higgins           | Bart Cummings                  | F. W. Clarke et al.                                | 3:20.40  | 22         |
| 1966 | Galilee            | 4 g              | John J. Miller        | Bart Cummings                  | Mr & Mrs M. L. Bailey                              | 3:21.90  | 22         |
| 1965 | Light Fingers      | 4 m              | Roy Higgins           | Bart Cummings                  | W. J. Broderick                                    | 3:21.10  | 26         |
| 1964 | Polo Prince        | 6 g              | Ron Taylor            | John P. Carter                 | Mr & Mrs L. W. Davis                               | 3:19.60  | 26         |
| 1963 | Gatum Gatum        | 5 g              | Jim Johnson           | H. Graeme Heagney              | M. P. Reid                                         | 3:21.10  | 26         |
| 1962 | Even Stevens       | 5 h              | Les Coles             | Arch McGregor                  | James Wattie                                       | 3:21.40  | 26         |
| 1961 | Lord Fury          | 4 h              | Ray Selkrig           | Frank B. Lewis                 | Mr & Mrs N. S. Cohen                               | 3:19.50  | 25         |
| 1960 | Hi Jinx            | 5 m              | William A. Smith      | Trevor H. Knowles              | T. H. Knowles & K. R. Sly                          | 3:23.75  | 32         |
| 1959 | Macdougal          | 6 g              | Pat Glennon           | Richard W. Roden               | R. N. & N. H. B. Brown                             | 3:23.00  | 28         |
| 1958 | Baystone           | 6 g              | Mel Schumacher        | Jack Green                     | R. A. & N. Burns                                   | 3:21.25  | 29         |
| 1957 | Straight Draw      | 5 g              | Noel L. McGrowdie     | J. M. Mitchell                 | Ezra Norton                                        | 3:24.50  | 19         |
| 1956 | Evening Peal       | 4 m              | George Podmore        | E. D. Lawson                   | Mr & Mrs R. White                                  | 3:19.50  | 22         |
| 1955 | Toparoa            | 7 g              | Neville Sellwood      | Tommy J. Smith                 | N. H. McDonald                                     | 3:28.25  | 24         |
| 1954 | Rising Fast        | 5 g              | Jack Purtell          | Ivan Tucker                    | L. R. Spring                                       | 3:23.00  | 25         |
| 1953 | Wodalla            | 4 h              | Jack Purtell          | Robert Sinclair                | E. A. „Ted“ Underwood                              | 3:23.75  | 21         |
| 1952 | Dalray             | 4 h              | William J. Williamson | C. C. McCarthy                 | C. Neville                                         | 3:23.75  | 30         |
| 1951 | Delta              | 5 h              | Neville Sellwood      | Maurice McCarten               | Adolph Basser & J. E. Levy                         | 3:24.25  | 28         |
| 1950 | Comic Court        | 5 h              | Pat Glennon           | J. M. Cummings                 | R. A., J. D. & A. J. Lee                           | 3:19.50  | 26         |
| 1949 | Foxzami            | 4 h              | William Fellows       | D. Lewis                       | L. G. Robinson                                     | 3:28.50  | 31         |
| 1948 | Rimfire            | 6 g              | Ray Neville           | Stan Boyden                    | H. G. Raymond                                      | 3:21.00  | 30         |
| 1947 | Hiraji             | 4 g              | Jack Purtell          | J. W. McCurley                 | Fred W. Hughes                                     | 3:28.00  | 30         |
| 1946 | Russia             | 6 h              | Darby Munro           | E. Hush                        | J. G. Leeds & E. Hush                              | 3:21.25  | 35         |
| 1945 | Rainbird           | 4 m              | Billy Cook            | S. Evans                       | Clifford A. Reid                                   | 3:24.25  | 26         |
| 1944 | Sirius             | 4 h              | Darby Munro           | E. Fisher                      | R.Turnbull                                         | 3:24.50  | 23         |
| 1943 | Dark Felt          | 6 h              | Vic Hartney           | Ray Website                    | J. A. Cain                                         | 3:23.25  | 24         |
| 1942 | Colonu             | 4 h              | H. McCloud            | F. Manning                     | L. O. Menck                                        | 3:33.25  | 24         |
| 1941 | Skipton            | 3 c              | Billy Cook            | J. Fryer                       | J. J. Kitson                                       | 3:23.75  | 23         |
| 1940 | Old Rowley         | 7 g              | Andy Knox             | J. A. Scully                   | J. A. Scully                                       | 3:26.00  | 20         |
| 1939 | Rivette            | 6 m              | Teddy Preston         | Harry Bamber                   | Harry Bamber                                       | 3:27.00  | 26         |
| 1938 | Catalogue          | 8 g              | F. Shean              | Mr. Allan McDonald             | Mrs. A. Jamieson                                   | 3:26.25  | 22         |
| 1937 | The Trump          | 5 g              | Ashley Reed           | S. W. Reid                     | E. Eccles                                          | 3:21.50  | 28         |
| 1936 | Wotan              | 4 h              | Ossie Phillips        | J. Fryer                       | T. A., W. & R. Smith                               | 3:21.25  | 20         |
| 1935 | Marabou            | 4 h              | K. Voitre             | Lou Robertson                  | J. Fell & T. Hogan                                 | 3:23.75  | 22         |
| 1934 | Peter Pan III      | 5 h              | Darby Munro           | Frank McGrath, Sr.             | Rodney R. Dangar                                   | 3:40.50  | 22         |
| 1933 | Hall Mark          | 3 c              | J. O’Sullivan         | Jack Holt                      | C. B. Kellow                                       | 3:27.50  | 18         |
| 1932 | Peter Pan III      | 3 c              | Bill Duncan           | Frank McGrath, Sr.             | Rodney R. Dangar                                   | 3:23.25  | 27         |
| 1931 | White Nose         | 5 h              | N. Percival           | E. J. Hatwell                  | H. P. McLachlan                                    | 3:26.00  | 14         |
| 1930 | Phar Lap           | 4 g              | James E. Pike         | Harry R. Telford               | Harry R. Telford and David J. Davis                | 3:27.75  | 15         |
| 1929 | Nightmarch         | 4 h              | Roy Reed              | A. McAulay                     | A. Louison                                         | 3:26.50  | 14         |
| 1928 | Statesman          | 4 h              | James L. Munro        | William Kelso                  | William Kelso                                      | 3:23.25  | 17         |
| 1927 | Trivalve           | 3 c              | Robert L. Lewis       | James Scobie                   | E. E. D. Clarke                                    | 3:24.00  | 26         |
| 1926 | Spearfelt          | 5 h              | Hugh Harold Cairns    | V. O’Neill                     | D. C. Grant                                        | 3:22.75  | 21         |
| 1925 | Windbag            | 4 h              | James L. Munro        | George R. Price                | R. Miller                                          | 3:22.75  | 28         |
| 1924 | Backwood           | 6 h              | Bunty Brown           | Richard Bradfield              | Clark & Baillieu                                   | 3:26.50  | 18         |
| 1923 | Bitalli            | 5 g              | Titch Wilson          | James Scobie                   | A. T. Craig                                        | 3:24.25  | 26         |
| 1922 | King Ingoda        | 4 h              | Titch Wilson          | James Scobie                   | C.L. Dubois/R.W. Bennett                           | 3:28.25  | 32         |
| 1921 | Sister Olive       | 3 f              | Ted O’Sullivan        | J. Williams                    | F. W. Norman                                       | 3:27.75  | 25         |
| 1920 | Poitrel            | 6 h              | Ken Bracken           | H. J. Robinson                 | W. & F. A. Moses                                   | 3:25.75  | 23         |
| 1919 | Artilleryman       | 3 c              | Robert L. Lewis       | P. T. Heywood                  | Samuel Hordern/A.D. Murphy                         | 3:24.50  | 20         |
| 1918 | Night Watch        | 5 g              | Bill Duncan           | Richard Bradfield              | C. L. Macdonald                                    | 3:25.75  | 27         |
| 1917 | Westcourt          | 5 h              | William H. McLachlan  | Joe Burton                     | D. U. Seaton                                       | 3:26.75  | 20         |
| 1916 | Sasanof            | 3 g              | F. Foley              | M. Hobbs                       | W.G. Stead/E.S. Luttrell                           | 3:27.75  | 28         |
| 1915 | Patrobas           | 3 c              | Robert L. Lewis       | C. Wheeler                     | Mrs E. A. Widdis                                   | 3:28.25  | 24         |
| 1914 | Kingsburgh         | 4 h              | George Meddick        | Isaac Foulsham                 | L. K. S. Mackinnon                                 | 3:26.00  | 28         |
| 1913 | Posinatus          | 5 g              | A. Shanahan           | J. Chambers                    | J. Chambers                                        | 3:31.00  | 20         |
| 1912 | Piastre            | 4 h              | A. Shanahan           | R. O’Connor                    | W. Brown                                           | 3:27.50  | 23         |
| 1911 | The Parisian       | 6 g              | R. Cameron            | C. Wheeler                     | J. F. Kirby                                        | 3:27.75  | 33         |
| 1910 | Comedy King        | 4 h              | William H. McLachlan  | James Lynch                    | Sol Green                                          | 3:27.75  | 30         |
| 1909 | Prince Foote       | 3 c              | William H. McLachlan  | Frank McGrath, Sr.             | John Brown                                         | 3:27.50  | 26         |
| 1908 | Lord Nolan         | 3 c              | J. R. Flynn           | E. A. Mayo                     | J. Mayo                                            | 3:28.75  | 22         |
| 1907 | Apologue           | 5 h              | Bill Evans            | Isaac Earnshaw                 | R. L. Cleland                                      | 3:27.50  | 19         |
| 1906 | Poseidon           | 3 c              | Tom Clayton           | Isaac Earnshaw                 | Sir Hugh Denison                                   | 3:31.25  | 21         |
| 1905 | Blue Spec          | 6 h              | Frank Bullock         | Walter S. Hickenbotham         | P. A. Connolly                                     | 3:27.50  | 27         |
| 1904 | Acrasia            | 7 m              | Tom Clayton           | A. E. Wills                    | H. Oxenham                                         | 3:28.25  | 34         |
| 1903 | Lord Cardigan      | 3 c              | Norman Deeley Godby   | A. E. Cornwell                 | J. Mayo                                            | 3:29.25  | 24         |
| 1902 | The Victory        | 4 h              | Robert L. Lewis       | Richard Bradfield              | Clark & Robinson                                   | 3:29.00  | 22         |
| 1901 | Revenue            | 5 g              | Frederick J. Dunn     | Hugh Munro                     | C. L. Macdonald                                    | 3:30.50  | 19         |
| 1900 | Clean Sweep        | 3 c              | Andrew Richardson     | James Scobie                   | Frank Cumming („Mr. F. T. Forrest“)                | 3:29.00  | 29         |
| 1899 | Merriwee           | 3 c              | V. Turner             | James Wilson, Jr.              | Herbert Power                                      | 3:36.50  | 28         |
| 1898 | The Grafter        | 5 g              | John Gough            | William „Black Bill“ Forrester | William „Black Bill“ Forrester                     | 3:29.75  | 28         |
| 1897 | Gaulus             | 6 h              | Stephen Callinan      | William „Black Bill“ Forrester | William „Black Bill“ Forrester                     | 3:31.00  | 29         |
| 1896 | Newhaven           | 3 c              | H. J. Gardiner        | Walter S. Hickenbotham         | W. T. Jones & S. Cooper                            | 3:28.50  | 25         |
| 1895 | Auraria            | 3 f              | J. Stevenson          | J. H. Hill                     | D. James                                           | 3:29.00  | 36         |
| 1894 | Patron             | 4 h              | Henry G. Dawes        | Richard Bradfield              | F. W. Purches                                      | 3:31.00  | 28         |
| 1893 | Tarcoola           | 7 h              | Herbert Cripps        | Joseph Cripps                  | J. D. Lewis                                        | 3:30.50  | 30         |
| 1892 | Glenloth           | 5 h              | G. Robson             | M. Carmody                     | M. Carmody                                         | 3:36.25  | 35         |
| 1891 | Malvolio           | 4 h              | G. Redfearn           | J. Redfearn                    | J. Redfearn                                        | 3:29.25  | 34         |
| 1890 | Carbine            | 5 h              | Robert Ramage         | Walter S. Hickenbotham         | D. S. Wallace                                      | 3:28.25  | 39         |
| 1889 | Bravo              | 6 h              | Jack Anwin            | T. Wilson                      | W. T. Jones                                        | 3:32.50  | 20         |
| 1888 | Mentor             | 4 h              | Mick O’Brien          | Walter S. Hickenbotham         | D. S. Wallace                                      | 3:30.75  | 28         |
| 1887 | Dunlop             | 5 h              | Tom Sanders           | John Nicholson                 | Richard Donovan                                    | 3:28.50  | 18         |
| 1886 | Arsenal            | 4 h              | W. Englis             | H. Rayner                      | W. Gannon                                          | 3:31.00  | 28         |
| 1885 | Sheet Anchor       | 7 h              | Mick O’Brien          | T. Wilson                      | Martin Loughlin                                    | 3:29.50  | 35         |
| 1884 | Malua              | 5 h              | Alick Robertson       | Isaac Foulsham                 | J. O. Inglis                                       | 3:31.75  | 24         |
| 1883 | Martini-Henry      | 3 c              | J. Williamson         | Michael Fennelly               | Hon. James Whit                                    | 3:30.50  | 29         |
| 1882 | The Assyrian       | 5 h              | C. Hutchins           | J. E. Savill                   | J. E. Savill                                       | 3:40.00  | 25         |
| 1881 | Zulu               | 4 h              | Jim Gough             | T. Lamond                      | C. McDonnell                                       | 3:32.50  | 33         |
| 1880 | Grand Flaneur      | 3 c              | Thomas Hales          | T. Brown                       | William A. Long                                    | 3:34.75  | 22         |
| 1879 | Darriwell          | 5 h              | S. Cracknell          | W. E. Dakin                    | W. A Guesdon                                       | 3:30.75  | 27         |
| 1878 | Calamia            | 5 h              | T. Brown              | Etienne L. de Mestre           | Etienne L. de Mestre                               | 3:35.75  | 30         |
| 1877 | Chester            | 3 c              | P. Pigott             | Etienne L. de Mestre           | Hon. James White                                   | 3:33.50  | 33         |
| 1876 | Briseis            | 3 f              | Peter St. Albans      | James Wilson                   | James Wilson                                       | 3:36.25  | 33         |
| 1875 | Wollomai           | 6 h              | R. Batty              | S. Moon                        | J. Cleeland                                        | 3:38.00  | 20         |
| 1874 | Haricot            | 4 g              | P. Pigott             | S. Harding                     | Andrew Chirnside                                   | 3:37.50  | 18         |
| 1873 | Don Juan           | 4 h              | W. Wilson             | James Wilson                   | W. Johnstone                                       | 3:36.00  | 24         |
| 1872 | The Quack          | 6 h              | W. Enderson           | John Tait                      | John Tait                                          | 3:39.00  | 22         |
| 1871 | The Pearl          | 5 h              | J. Cavanagh           | John Tait John Tait            | 3:39.00                                            |          | 23         |
| 1870 | Nimblefoot         | 7 g              | J. Day                | W. Lang                        | W. Craig                                           | 3:37.00  | 28         |
| 1869 | Warrior            | 6 g              | J. Morrison           | R. Sevior                      | A. Saqui                                           | 3:40.00  | 26         |
| 1868 | Glencoe II         | 4 h              | C. Stanley            | John Tait                      | John Tait                                          | 3:42.00  | 25         |
| 1867 | Tim Whiffler       | 5 h              | John Driscoll         | Etienne L. de Mestre           | Etienne L. de Mestre                               | 3:39.00  | 27         |
| 1866 | The Barb           | 3 c              | W. Davis              | John Tait                      | John Tait                                          | 3:43.00  | 28         |
| 1865 | Toryboy            | 8 g              | E. Cavanagh           | P. Miley                       | B. Marshall                                        | 3:44.00  | 23         |
| 1864 | Lantern            | 3 c              | S. Davis              | S. Mahon                       | H. Fisher                                          | 3:52.00  | 19         |
| 1863 | Banker             | 3 c              | H. Chifney            | Sam Waldock                    | Joseph Harper                                      | 3:44.00  | 7          |
| 1862 | Archer             | 6 h              | John Cutts            | Etienne L. de Mestre           | Etienne L. de Mestre                               | 3:47.00  | 20         |
| 1861 | Archer             | 5 h              | John Cutts            | Etienne L. de Mestre           | Etienne L. de Mestre                               | 3:52.00  | 17         |

- In der Geschichte des Melburn Cups war  Phar Lap 1930 der Sieger mit der schlechtesten Quote 8-11 ($1.72).
- Metrisches Einheitensystem – ursprünglich wurde das Rennen über zwei Meilen (rund 3218 m), aber nach Einführung des Metrischen Systems in den 1970ern wurde 1972 die Distanz von auf aktuell 3200 m angepasst. Die Verkürzung der Distanz und der Rekord von Rain Lover von 1968 in 3 Min 19.1sec wurde zu 3 Min 17.9s angepasst. Der aktuelle Rekord stammt von 1990, als Kingston Rule in 3 Min 16.3s siegte.